# Aşağıkuluşağı, Baskil
Aşağıkuluşağı là một xã thuộc huyện Baskil, tỉnh Elâzığ, Thổ Nhĩ Kỳ. Dân số thời điểm năm 2011 là 297 người.